# Chiloglanis fasciatus
Chiloglanis fasciatus е вид лъчеперка от семейство Mochokidae.

## Разпространение
Видът е разпространен в Ангола, Ботсвана, Замбия, Зимбабве и Намибия.